# Stadio Miguel Morales
Lo stadio Miguel Morales (in spagnolo: Estadio Miguel Morales) è un impianto sportivo di Pergamino, in provincia di Buenos Aires. Ospita le partite interne del Club Atlético Douglas Haig ed ha una capienza di 16.000 spettatori.

## Storia
L'impianto fu inaugurato nel 1977, tuttavia la presenza della sola tribuna superiore lo rendeva inagibile per i campionati superiori a quelli regionali. Così, a partire dal 1980, iniziò ad essere costruita la gradinata opposta alla tribuna. La costruzione di questo settore terminò sei anni dopo, con la promozione del Douglas Haig in Primera B Nacional. Nel 2003 fu costruita la gradinata sud. Nel 2012-13 furono apportatele ultime modifiche ai seggiolini della tribuna superiore e alla ramata che separa gli spalti dal campo.
È dedicato a Miguel Morales, ex-presidente del club rimasto in carica per 32 anni.